# Microcrambus psythiella
Microcrambus psythiella là một loài bướm đêm trong họ Crambidae.